# Chodadad Azizi
Chodadad Azizi (per. خداداد عزیزی, ur. 22 czerwca 1971 w Fariman) – irański piłkarz grający na pozycji napastnika.

## Kariera klubowa
Azizi pochodzi z miasta Meszhed. Karierę piłkarską rozpoczął w tamtejszym klubie Abu Moslem Meszhed. W 1988 roku zadebiutował w pierwszym zespole i grał w nim bez większych sukcesów przez cztery sezony. W 1992 roku został zawodnikiem Fath Teheran, a w 1994 roku odszedł do Bahmanu z miasta Karadż. W 1995 roku zdobył z tym klubem Puchar Hazfi, czyli Puchar Iranu. Na sezon 1996/1997 trafił na zasadzie wypożyczenia do stołecznego Persepolis Teheran i wywalczył z nim mistrzostwo Iranu, swoje pierwsze w piłkarskiej karierze.
Latem 1997 roku Azizi wyjechał do Europy i został piłkarzem niemieckiego 1. FC Köln stając się tym samym trzecim obok Alego Daeiego i Karima Bageriego Irańczykiem w Bundeslidze. 9 sierpnia zadebiutował w niej w zremisowanym 0:0 domowym spotkaniu z 1. FC Kaiserslautern. Natomiast trzy tygodnie później zdobył pierwszego gola na niemieckich boiskach, a zespół z Kolonii wygrał 3:1 z VfL Wolfsburg. Łącznie strzelił ich pięć, ale Köln spadło do drugiej ligi. W 2. Bundeslidze Azizi spędził jeszcze półtora sezonu i w 2000 roku odszedł z zespołu. Przeszedł do San Jose Earthquakes i zdobył 3 gole w Major League Soccer.
Rok 2001 Azizi spędził grając w Al-Nasr Sports Club z Dubaju. Po sezonie gry w Zjednoczonych Emiratach Arabskich powrócił do Iranu i zasilił skład PAS Teheran. W sezonie 2003/2004 wywalczył z nim mistrzostwo Iranu. W 2005 roku został zawodnikiem austriackiej Admiry Wacker Mödling, ale na skutek konfliktu z trenerem zespołu nie rozegrał żadnego spotkania w austriackiej Bundeslidze. Wrócił do ojczyzny i grał w Oghab Teheran, a następnie w Rah Ahan Rej, w barwach którego zakończył karierę w 2006 roku.

## Kariera reprezentacyjna
W reprezentacji Iranu Azizi zadebiutował w 1992 roku. W 1996 roku wystąpił w Pucharze Azji 1996 i zajął tam 3. miejsce zostając uznanym najlepszym zawodnikiem turnieju. Za rok 1996 otrzymał nagrodę dla Piłkarza Roku w Azji. W listopadzie 1997 roku zdobył wyrównującego gola w barażu o awans do Mistrzostw Świata we Francji z Australią, mającego wpływ na awans Iranu na ten turniej. W 1998 roku został powołany przez Dżalala Talebiego do kadry na Mundial we Francji. Tam był podstawowym zawodnikiem Iranu i wystąpił we wszystkich trzech grupowych spotkaniach: przegranych 0:1 z Jugosławią oraz 0:2 z Niemcami, a także wygranym 2:1 ze Stanami Zjednoczonymi. W reprezentacji grał do 2004 roku, a łącznie zagrał w niej 47 razy i strzelił 11 goli.